# Radim Raděvič
Radim Raděvič (* 16. prosince 1966 Opava) je bývalý československý a český hokejový útočník. Přestože nebyl draftován, zúčastnil se kempu v týmu NHL Boston Bruins.

## Hráčská kariéra
Opavský rodák, který plně nevyužil svůj hokejový talent. Byl mu vyčítán nedostatek životosprávy profesionálního sportovce, ale dle jeho slov: „Rád jsem si vyšel a bavil se jako všichni ostatní. Ale nepřeháněl jsem to. Nemohl bych jinak hrát. Zkuste se někde opít a pak předvést výkon. Ani na trénink, natož na zápas bych v takovém stavu jít nemohl."
Začal jako sedmnáctiletý ve druhé nejvyšší soutěži odehráním několika zápasů za opavský celek, v sezóně 1984/1985 už dostal šanci v soutěži nejvyšší za TJ Gottwaldov, sezónu tým zakončil třetím místem. Po sezóně se vrátil do Opavy, aby si dodělal maturitu, neboť v létě k ní nebyl připuštěn. Po roce se opět stěhoval, tentokrát si musel odsloužit základní vojenskou službu, na dva roky byl převelen do trenčínské Dukly. Zde se mu herně dařilo, odehrál 90 zápasů, v druhé sezoně hrál v útoku s Vladimírem Růžičkou. „Byla to paráda. Byl to jeden z nejlepších hokejistů, se kterým jsem kdy hrál. Sice jsem tam z něho lítal dozadu, ale jakmile jsem mu nahrál, dal gól." Jejich vzájemná spolupráce vyvrcholila nominací na zimní olympijské hry 1988, které se konaly v kanadském Calgary, tým se umístil na šestém místě. O neúspěchu měl jasno: „Všichni se chtěli ukázat a dostat se ven. Bylo to těsně před revolucí a režim byl volnější. Každý chtěl do NHL a někteří si na olympiádě ani nenahráli." 
Po návratu z vojny přešel na tři sezóny do Zlína, na rok si vyzkoušel třetí německou ligu v Německu, opět rok Zlín a přišel úspěšný rok v druholigovém Vsetíně, kde se výrazně podílel na postupu do nejvyšší soutěže. V následujícím ročníku si zahrál jen šest zápasů a znovu odchod. Bohužel odchodem se nejenže neradoval na konci sezóny z mistrovského titulu, ale ani z titulů, které s pravidelností následovaly. Poté ještě pomohl k postupu do nejvyšší soutěže týmům Opavy (1995/1996) a slovenské Skalici (1996/1997). Jeho kariéra poté šla dolů, už hrál jen nižší regionální soutěže, ať již v Česku nebo v zahraničí.
V reprezentaci odehrál 19 zápasů a vstřelil 3 góly.

## Další kariéra
Přestože má trenérskou licenci C, hokeji se nevěnuje.